# Петар Берковић
Петар Берковић (Сиверић, 1. мај 1898. —, 1945) био је фрањевац и један од главних усташа у Дрнишу, на почетку Другог свјетског рата.
Рођен је 1. маја 1898. године у Сиверићу код Дрниша. Завршио је гимназију у Сињу, затим богословију у Макарској, а 1923. године је докторирао у Риму. За свештеника је рукоположен 1921. године. Предавао је као професор прво у класичној гимназији у Загребу (отпуштен одлуко министра Светозара Прибићевића), а затим у фрањевачкој гимназији у Сињу. Од 1928. до 1941. године био је жупник у Дрнишу. За све то вријеме, активно је учествовао у организацији усташког покрета, што је и сам посвједочио, приликом своје препоруке усташким властима:
За пуних 14 година мога жупниковања у Дрнишу мој стан био је у правом смислу усташки стан. Ту је било стјециште за све усташе не само из овога краја, него и за све оне који су долазили да организирају усташки покрет. Ту су долазили и одатле су ширили усташке летке. Прије преврата био сам предсједник усташког стана у Дрнишу а на дан устанка био сам усташки и државни повјереник, те сам преузео цијелу власт и цивилну и војну, и разоружао са усташама цијелу дивизију.
Послије проглашења Независне Државе Хрватске, постаје усташки повјереник за Кнински котар. Италијанске снаге га хапсе и притварају на 40 дана у Задру.  У августу бјежи за Загреб, затим одлази у Осијек као духовник савјетник и референт Уреда за колонизацију. У октобру 1942. године, покрстио је читав православни Даљ, са скоро 800 породица. У општинама Воћин, Чачинци и Чералије, покрстио је 6.000 Срба. Крајем 1942. године се поново враћа у Загреб. Постао је војни капелан са чином мајора.
Према великом броју свједока Комисија за утврђивање злочина окупатора и његових помагача утврдила је да је Петар Берковић био одговоран за велики број злочина над цивилним становништвом. У констатацији Комисије је наведено:
…фра Петар Берковић као усташки функционер скупа с познатим крволоком Маројевић Јуром, таборником, одговоран за хапшења, злостављања и убијања Срба у Дрнишу и околици…
Из Загреба бјежи у Аустрију 6. маја 1945. године, гдје га британске власти хапсе и тада му се губи сваки траг. Поједини извори наводе да су га заробили и стрељали партизани јуна 1945. године, код Блајбурга.